# Сельское поселение Летниково
Сельское поселение Летниково  — муниципальное образование в Алексеевском районе Самарской области.
Административный центр поселения — село Летниково.

## Население
| 2010  | 2012  | 2013  | 2014  | 2015  | 2016  | 2017  |
| ----- | ----- | ----- | ----- | ----- | ----- | ----- |
| 2111  | ↘2073 | ↘2041 | ↘2020 | ↘2005 | ↘1993 | ↘1991 |
| 2018  | 2019  | 2020  | 2021  |       |       |       |
| ↗1998 | ↘1977 | ↘1945 | ↘1642 |       |       |       |

## Административное устройство
В состав сельского поселения Летниково входят:
- село Летниково,
- село Горяйновка,
- село Калашиновка,
- село Ореховка,
- село Пушкарка,
- село Самовольно-Ивановка,
- село Славинка.